# Dom generalny
Dom główny (generalny) – dom zakonny będący siedzibą najwyższych władz zakonu, lub zgromadzenia zakonnego, ewentualnie związany z początkami instytutu życia konsekrowanego, będący miejscem zamieszkania jego założyciela i pierwszych członków.
Kodeks prawa kanonicznego z 1983 przyznaje w kanonie 595 szczególne uprawnienia biskupowi diecezji, w której znajduje się dom główny instytutu życia konsekrowanego na prawie diecezjalnym, w tym „zatwierdzanie konstytucji i potwierdzanie prawnie wprowadzonych w nich zmian” oraz „załatwianie ważniejszych spraw, dotyczących całego instytutu, a przekraczających kompetencje władzy wewnętrznej”. Kodeks prawa kanonicznego z 1917 wymagał dodatkowo zgody tego biskupa na utworzenie domu zakonnego instytutu w innej diecezji.